# Ausonia (Marte)
Ausonia  è una caratteristica di albedo della superficie di Marte.